# Athlon 64 X2

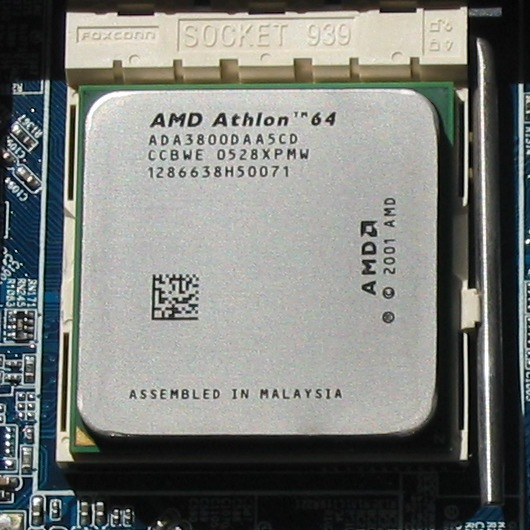
Socket 939-es Athlon 64 X2 E6 3800+

Az Athlon 64 X2 az első AMD által gyártott kétmagos, asztali számítógépbe szánt processzor család. Ezek a processzorok két egybetokozott, E stepping-es Athlon 64 magból épülnek fel. A magok processzor típustól függően egyenként 256, 512 vagy 1024 KiB méretű másodszintű gyorsítótárat tartalmaznak, és egyetlen, a processzorra integrált 64 bites, kétcsatornás memóriavezérlőn osztoznak. Az Athlon 64 X2 szériás processzorok képesek SSE3 utasításokat értelmezni, így ki tudják használni az ezen alapuló, régebben csak Intel processzorok által támogatott szoftveres optimalizálásokat. Ezt a tulajdonságot az egymagos Athlon 64 processzoroktól örökölték.
Mivel az AMD 2006 májusában egy platformváltáson esett át az asztali processzorok terén, ezért a régebbi, 939 tűs Socket 939 már kifutóban volt, de az új, 940 tűs Socket AM2 még nem volt teljesen elterjedt. Emiatt a cég úgy döntött, hogy ezen túl mindkét tokozást támogatják, ezért az Athlon 64 X2 processzorokat ezután Socket 939 és Socket AM2 verziókban is kiadták.
2007 júniusában az AMD kiadta az alsó kategóriás, 65 nanométeres gyártási technológiával készült Athlon 64 X2-k alacsony feszültségű változatait, megjelölésüknél pedig elhagyta a 64 bitre utaló 64-es számot. Az így készült Athlon X2 tipusú processzorok alacsonyabb fogyasztás és hőtermelés (45 W TDP) mellett hozzák az elődök teljesítményét.

## Többszálúság
A többmagos processzorok alapvető előnye, hogy egyidejűleg több végrehajtási szálat képesek párhuzamosan feldolgozni. Az egy processzorba épített két magnak köszönhetően az egyidejű számítások megduplázódnak egy azonos órajelű, egymagos Athlon 64-hez képest. Ennek ellenére a kétszeres gyorsulás ritkán érzékelhető a gyakorlatban, mert különböző programok különböző mértékben képesek profitálni belőle. Egyes programok csak egyszálú, lineáris végrehajtást támogatnak, így futtatásukhoz a második mag számítási kapacitását nem tudjuk kihasználni.
A gyakorlati életben azonban számtalanszor előfordul sok processz egyidejű futtatása, például szövegszerkesztő, zenelejátszó, fájlkezelő, azonnali üzenetküldő vagy bármi más. A használt operációs rendszer CPU-affinitásának függvényében ez az állapot sokat gyorsul az X2 (vagy bármilyen SMP rendszer) használatakor, mert a különböző processzek különböző CPU(k)ra, mag(ok)ra rendelődnek.
A többmagos processzorok adta lehetőséget jól tudják hasznosítani a többszálú hang-, mozgókép-tömörítő – valamint a professzionális háromdimenziós modellező programok. A szerverek és munkaállomások – feladatuk komplexitásuknál fogva – általában több hasznot tudnak húzni a párhuzamosításból, mint a hagyományos asztali számítógépek, így akár 80%-os sebességnövekedés érhető el egy egymagos Athlon 64 processzorhoz viszonyítva. Intenzívebb többfeladatosság esetén akár még ennél is többet gyorsíthat a feladatok végrehajtásán a második mag jelenléte. Az egymagos processzorok lassúságát elsősorban a feladatváltás lassú és túl gyakori megvalósítása okozza, amit az operációs rendszer feladatütemezésének fejlesztésével lehetne kiküszöbölni.
Az X2 széria a fogyasztói társadalmat is az eredeti Athlon 64-hez viszonyított – legfőképp a többszálú programoknál látványos – teljesítménytöbblettel próbálja meggyőzni. A belépő szintű (Athlon 64 X2 3800+) processzor alig 10%-kal teljesít jobban, mint az egymagos, Athlon 64 3800+. A családon belüli teljesítménypaletta viszont elég széles; a legalacsonyabb órajelű változatot az Athlon 64 X2 5000+ majdhogynem 40%-kal teljesíti túl. Az ilyen drasztikus különbségekből könnyen kikövetkeztethető, hogy a programok (legalábbis a felhasznált sebességtesztelő szoftverek) többsége még mindig a nyers erőre támaszkodik a többszálúság kihasználása helyett. Ebből következik a minimális eltérés az egy- és kétmagos Athlon 64 processzorok közt, valamint az órajel (és másodszintű gyorsítótár) növelésével elért nagyobb különbség a kétmagú verziók között. Amint a programozók felfigyelnek a többmagos optimalizálás előnyeire, az Athlon 64 és az X2 széria között lévő különbségek sokkal jobban elő fognak jönni.

## Gyártási költségek
A két mag egybetokozása miatt az Athlon 64 X2 tranzisztorainak száma nagyobb, mint az egymagos elődjénél. Az 1 MiB gyorsítótáras, 90 nanométeres gyártási technológiával készült processzor 219 négyzetmilliméter alapterületű magjában mintegy 243 millió tranzisztor található, a "sima" Athlon 64-gyel szemben, ahol 103,1 négyzetmilliméterre "csak" 164 millió tranzisztor került. Később a 65 nanométeres csíkszélesség segítségével a magonként 512 KiB méretű gyorsítótáras X2 esetében a 221 millió tranzisztort 118 négyzetmilliméterre sikerült összezsúfolni, az újabb egymagos processzoroknál pedig 77,2 négyzetmilliméteren 122 millió tranzisztor fér el. A két mag esetében a nagyobb alapterületek miatt nagyobb hibátlan szilíciumlapka szükséges egyetlen működő processzormag legyártásához. Emiatt összetettebb gyártási procedúrára van szükség, valamint az egy szilíciumostyából készült hibátlan processzorok száma alacsonyabb. Ez az alacsonyabb hatásfok pedig tovább drágítja a kétmagos processzorokat az egymagos chipekhez képest.
Az AMD 2006 június közepén bejelentette, hogy nem gyárt többé 1 MiB gyorsítótáras Athlon 64 és Athlon 64 X2 processzorokat (az "FX" jelölésű csúcskategóriás modelleket kivéve). Így az AM2 tokozású, 1 MiB-os 4000+, 4400+, 4800+ és 5200+ jelzésű processzorokat leváltották a magonként 512 KiB-os 3800+, 4200+, 4600+ és 5000+ névre hallgató verziók, amikre így nagyobb hangsúlyt tudtak fektetni. Az F3 stepping eljövetelével bemutatkoztak a magonkénti 1 MiB másodszintű gyorsítótáras modellek és a gyártás hatásfoka is megnőtt.

## A modellnevek megváltoztatása
A legújabb modellek már nem az Athlon XP-k ideje óta jól megszokott "PR rating" szerint alakulnak. Az újabb elnevezési formátum, ami a későbbi, Athlon X2 processzorok óta jellemző, már egy négyjegyű szám, ahol az első karakter a processzor családját jelzi. A Sempron processzorokat az LE prefixum különbözteti meg az egymagos Athlonoktól. A családok kódolása a következőképp történik:
| Processzorcsalád neve        | Jelzése       |
| ---------------------------- | ------------- |
| Phenom négymagos (Agena)     | X4 9xxx       |
| Phenom hárommagos (Toliman)  | X3 8xxx       |
| Athlon kétmagos (Kuma)       | X2 7xxx /6xxx |
| Athlon egymagos (Lima)       | 1             |
| Sempron LE egymagos (Sparta) | 1             |

## Processzor magok

### Athlon 64 X2

#### Manchester (90 nanométer)
- CPU Stepping: E4
- Első szintű gyorsítótár: 64 + 64 KiB (adat + utasítás) magonként
- másodszintű gyorsítótár: 256, 512 KiB magonként
- MMX, Kibővített 3DNow!, SSE, SSE2, SSE3, AMD64, Cool'n'Quiet, NX Bit
- Socket 939, HyperTransport (1000 MHz, HT1000)
- Magfeszültség: 1.35 V – 1.4 V
- Fogyasztás (TDP): 89 watt
- Kiadás: 2005. augusztus 1.
- Órajel: 2000 – 2400 MHz
  - 256 KiB gyorsítótár:
    - 3600+: 2000 Mhz

  - 512 KiB gyorsítótár:
    - 3800+: 2000 MHz
    - 4200+: 2200 MHz
    - 4600+: 2400 MHz (110 watt TDP)

#### Toledo (90 nanométer)
- CPU Stepping: E6
- Első szintű gyorsítótár: 64 + 64 KiB (adat + utasítás) magonként
- másodszintű gyorsítótár: 512 or 1024 KiB fullspeed, per core
- MMX, Kibővített 3DNow!, SSE, SSE2, SSE3, AMD64, Cool'n'Quiet, NX Bit
- Socket 939, HyperTransport (1000 MHz, HT1000)
- Magfeszültség: 1.35 V – 1.4 V
- Fogyasztás (TDP): 
  - 89 watt: 3800+, 4200+ és 4400+
  - 110 watt: 4400+, 4600+ és 4800+
- Kiadás: 2005. április 21.
- Órajel: 2200 – 2400 MHz
  - 512 KiB gyorsítótár:
    - 3800+: 2000 MHz
    - 4200+: 2200 MHz
    - 4600+: 2400 MHz

  - 1024 KiB gyorsítótár:
    - 4400+: 2200 MHz
    - 4800+: 2400 MHz

#### Windsor (90 nanométer)
- CPU Stepping: F2, F3
- Első szintű gyorsítótár: 64 + 64 KiB (adat + utasítás) magonként
- másodszintű gyorsítótár: 256, 512 vagy 1024 KiB magonként
- MMX, Kibővített 3DNow!, SSE, SSE2, SSE3, AMD64, Cool'n'Quiet, NX Bit, AMD Virtualizáció
- Socket AM2, HyperTransport (1000 MHz, HT1000)
- Magfeszültség: 1.25 V – 1.35 V
- Fogyasztás (TDP): 35 watt (3800+ EE SFF), 65 watt (3600+ to 5200+ EE) , 89 watt (3800+ to 6000+) , 125 watt (6000+ to 6400+)
- Kiadás: 2006. május 23.
- Órajel: 2000 MHz – 3200 MHz
  - 256 KiB gyorsítótár:
    - 3600+: 2000 MHz

  - 512 KiB gyorsítótár: (gyakran összekeverik őket a Brisbane maggal)
    - 3800+: 2000 MHz
    - 4200+: 2200 MHz
    - 4600+: 2400 MHz (F2&F3)
    - 5000+: 2600 MHz (F2&F3)
    - 5400+: 2800 MHz (F3)

  - 1024 KiB gyorsítótár:
    - 4000+: 2000 MHz
    - 4400+: 2200 MHz
    - 4800+: 2400 MHz
    - 5200+: 2600 MHz (F2&F3)
    - 5600+: 2800 MHz (F3)
    - 6000+: 3000 MHz (F3)
    - 6400+: 3200 MHz (F3)

#### Brisbane (65 nanométer SOI)

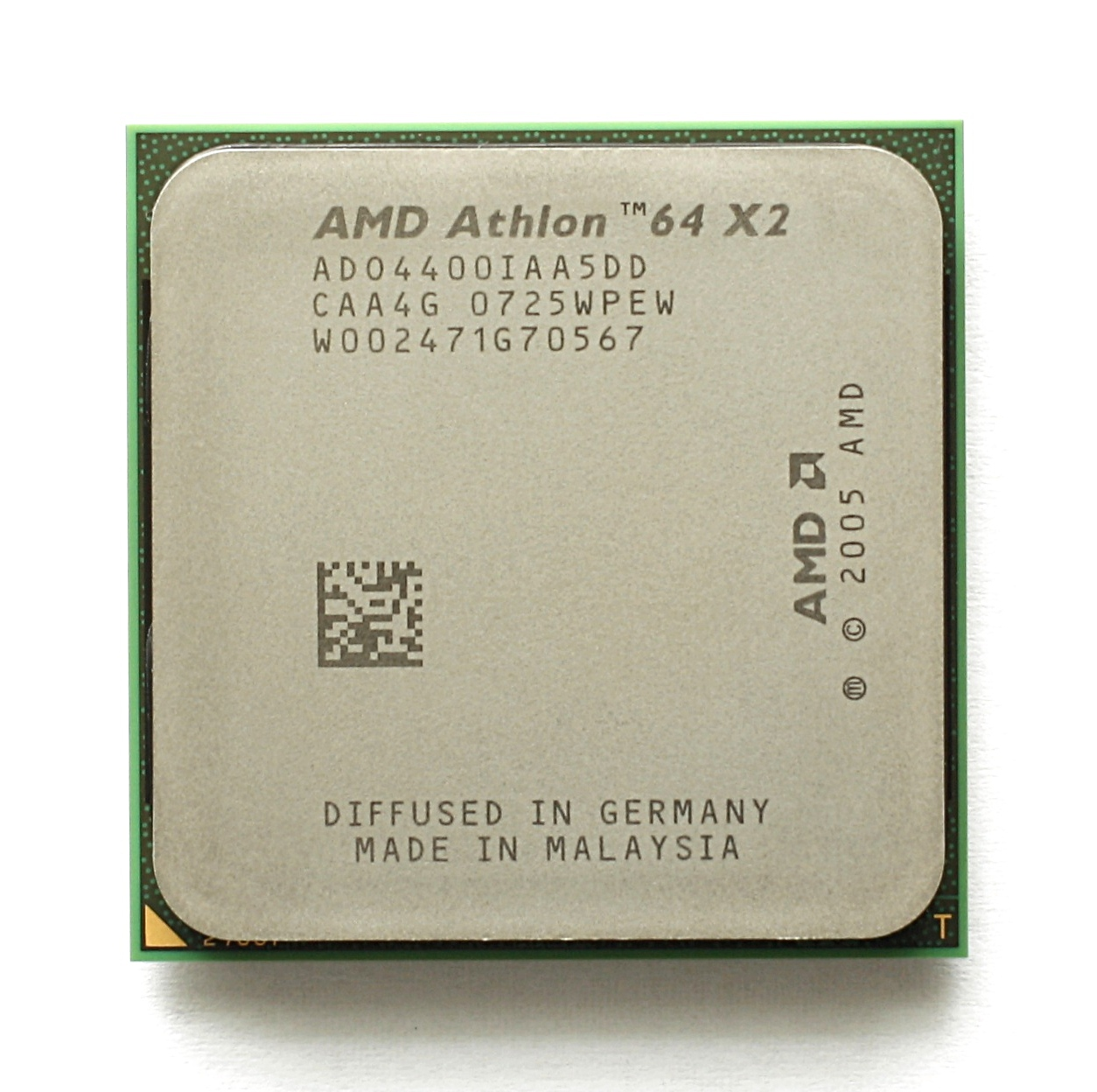
AMD Athlon 64 X2 4400+, Brisbane

- Szilícium-szigetelő szubsztrátum (SOI)
- CPU Stepping: G1, G2
- Első szintű gyorsítótár: 64 + 64 KiB (adat + utasítás) magonként
- másodszintű gyorsítótár: 512 KiB magonként
- MMX, Kibővített 3DNow!, SSE, SSE2, SSE3, AMD64, Cool'n'Quiet, NX Bit, AMD Virtualizáció
- Socket AM2, HyperTransport (1000 MHz, HT1000)
- Magfeszültség: 1,10 V – 1,40 V
- Magméret: 126 mm2
- Fogyasztás (TDP): 65-89 watt
- Kiadás: 2006. december 5.
- Órajel: 1900 MHz – 3100 MHz
  - 3600+: 1900 MHz (G1)
  - 3800+: 2000 MHz
  - 4000+: 2100 MHz
  - 4200+: 2200 MHz (G1&G2)
  - 4400+: 2300 MHz (G1&G2)
  - 4600+: 2400 MHz (G2)
  - 4800+: 2500 MHz (G1&G2)
  - 5000+: 2600 MHz (G1&G2)
  - 5200+: 2700 MHz (G1&G2)
  - 5400+: 2800 MHz (G2)
  - 5600+: 2900 MHz (G2)
  - 5800+: 3000 MHz (G2)
  - 6000+: 3100 MHz (G2)

### Athlon X2
A 64-es számot elhagyták az új, Brisbane magos 'BE' szériánál, mivel a 64 bites reklámkampány jelentéktelenné vált, miután az AMD már csak 64 bites processzorokat gyárt a piacnak. Az Athlon X2 család később bővülni fog a K10-architektúrájú kétmagos processzorokkal.

#### Brisbane (65 nanométer)
- CPU Stepping: G1, G2
- Első szintű gyorsítótár: 64 + 64 KiB (adat + utasítás) magonként
- másodszintű gyorsítótár: 512 KiB magonként
- MMX, Kibővített 3DNow!, SSE, SSE2, SSE3, AMD64, Cool'n'Quiet, NX Bit, AMD Virtualizáció
- Socket AM2, HyperTransport (1000 MHz, HT1000)
- Magfeszültség: 1 V – 1.25 V
- Magméret: 118 mm2
- Fogyasztás (TDP): 45 watt
- Kiadás: 2007. június 1.
- Órajel: 1900 MHz – 2300 MHz
  - BE-2300: 1900 MHz (G2)
  - BE-2350: 2100 MHz (G1&G2)
  - BE-2400: 2300 MHz (G2)